# إسلام بيك فادالوف
إسلام بيك فادالوف (الروسية: Асламбек Илимсултанович Вадалов) المعروف أيضا بـ الأمير إسلام بيك، هو شيشاني وقائد المجاهدين في شمال القوقاز. عُين كمرشد أعلى لإمارة القوقاز الإسلامية في 1 أغسطس 2010، على الرغم من أنه قد تم التراجع عن الأمر في وقت لاحق.

## حياته
ولد إسلام بيك في عام 1972 وهو من مواليد ايشوكي-يورت، وهي قرية تقع في الجزء الشرقي من جمهورية الشيشان، حيث قضى فادالوف معظم شبابه، على الرغم من أن بعض التقارير تشير إلى أن فادالوف درس لفترة قصيرة في موسكو في أواخر 1980، ربما في معهد تقني.

## حرب الشيشان
في أعقاب اندلاع حرب الشيشان الأولى في عام 1994، انضم فادالوف إلى المقاتلين الانفصاليين عن روسيا من غودرميس، وكان قد خدم من قبل مع وحدة الشيخ فتحي الشيشاني الذين عاش في الأردن وقاتل مع المسلمين في أفغانستان وطاجيكستان.
على الرغم من أن فادالدوف لم يلعب أي دور في غزو داغستان (1999) بقيادة شامل باساييف وسامل السويلم (خطاب)، إلا أنه انضم إلى المجاهدين العرب في الشيشان بعد أن قامت روسيا بإعادة غزو الشيشان في الخريف.شارك فالادوف بعدها في معارك استعادة أرغون[ ؟ ] وغودرميس قبل أن تنسحب كتيبته بقيادة خطاب إلى مناطق فيدينو الجبلية ونوزهاي-يورت من أجل شن هجمات مسلحة على قوات الأمن الروسية.
في عام 2000 عاد فادالوف إلى إشخوي-يورت لأسباب غير معروفة وانضم إلى كتيبة صغيرة محلية للمشاركة في حرب عصابات تقاتل تارة بشكل مستقل وتارة بالتعاون مع غيرها من تشكيلات الثوار، بما في ذلك المشاركة في هجوم 17 سبتمبر 2001 المشترك على الروس في غودرميس. شهدت عمليات الثوار في سنوات قليلة تكبدهم خسائر كبيرة، ولكن كان فادالوف قادرًا على تحمل الشدائد ويرجع ذلك أساسا إلى توفره على مهارات البقاء على قيد الحياة. عين فادالوف نائب قائد القوات المسلحة في منطقة غوديرميس الشيشانية نائبًا للأمير أشخان، لكن وعلى الرغم من أن هذه الوحدة التي أصبح قائدها كانت تفتقر إلى العدد والعتاد فإنهم كانوا قادريين على شن العديد من الهجمات ضد قوات الأمن الروسية، تمت أغلب هذه العمليات حول إشخوي-يورت.
بعد مقتل أشخان في أوائل عام 2005، أصبح فادالوف قائد المقاتلين في منطقة غوديرميس. غير أن ارتفاع شدة المعارك ضد الروس قادت وحدة عمروف للانسحاب من غودرميس والتوجه مرة أخرى لمرتفعات فيدينو ونوزهاي-يورت. وكان عمروف البطل الأبرز في حرب العصابات ضد الروس.
كان إسلام بيك يقاتل ضد القوات الروسية منذ عام 1994 وكان أول من بايع دوكو عمروف في عام 2007.

## إسلام بيك أميرً لإمارة القوقاز الإسلامية
في أغسطس 2010، نُشر شريط فيديو على موقع مركز كافكاز يظهر فيه دوكو عمروف يعلن فيه عن استقالته من منصب زعيم إمارة القوقاز ويعلن إسلام بيك خلفًا له. وأعقب هذا فيديو آخر في نفس الشهر عرض عمروف يتراجع عن القرار.

## حياة فادالوف في الوقت الحالي
يقبع فادالوف في سجن بتركيا بعد إلقاء القبض عليه هناك في نوفمبر عام 2016.